# Bränningssnäppa
Bränningssnäppa (Calidris virgata) är en nordamerikansk vadare i familjen snäppor. Den häckar i Alaska och nordvästra Kanada. Vintertid flyttar den till Nord- och Sydamerikas västkust. Tidigare fördes den som ensam art till Aphriza, men inkluderas numera i Calidris. Arten minskar i antal, men beståndet anses ändå vara livskraftigt.

## Utseende och läte

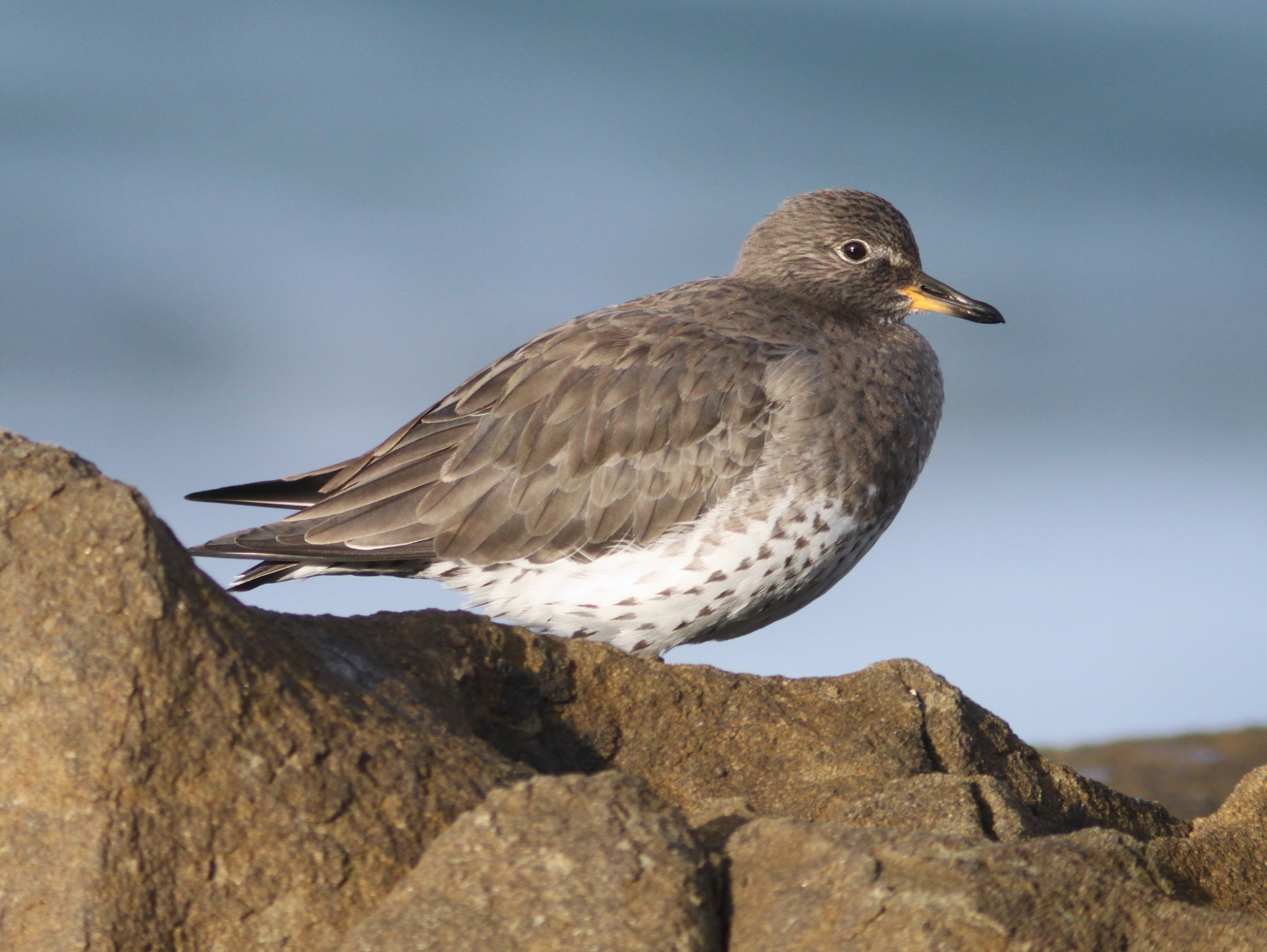
Bränningssnäppa i vinterdräkt fotograferad i november i San Luis Obispo, Kalifornien, USA.

Bränningssnäppan är en rund och kraftig snäppa som i snitt väger 190 gram. Den har korta klargula ben och kort grov näbb som är grå, men näbbroten på den undre näbbhalvan är orange. Fjäderdräkten är mest grå med vit buk och undergump. Vingundersidorna är vita och ramas in av grått, på ovansidan delas vingpennorna av från de övre täckarna av ett vitt vingband och den har en vit stjärt med ett kraftigt svart ändband. I häckningsdräkt har den orangerosa vattrade skulderfjädrar, svarta pilspetsformade fläckar på bröstet och buken, och vitstreckat huvud och bröst. Den flyger med djupt kupade vingar.
Oftast tystlåten, flyktlätet är ett mjukt iif iif iff och sången är ett nasalt kwii kwii kwirr kwirr skrii skrii kikrri (etc).

## Utbredning och biotop
Fågeln häckar på stenig tundra i Alaska och Yukon. Den är en flyttfågel och övervintrar kring västkusten av hela Amerika, från södra Alaska ända ned till Chiles södra spets. På vintern återfinns de ofta ute vid kustlinjen där de söker föda i små flockar tillsammans med roskarlar.

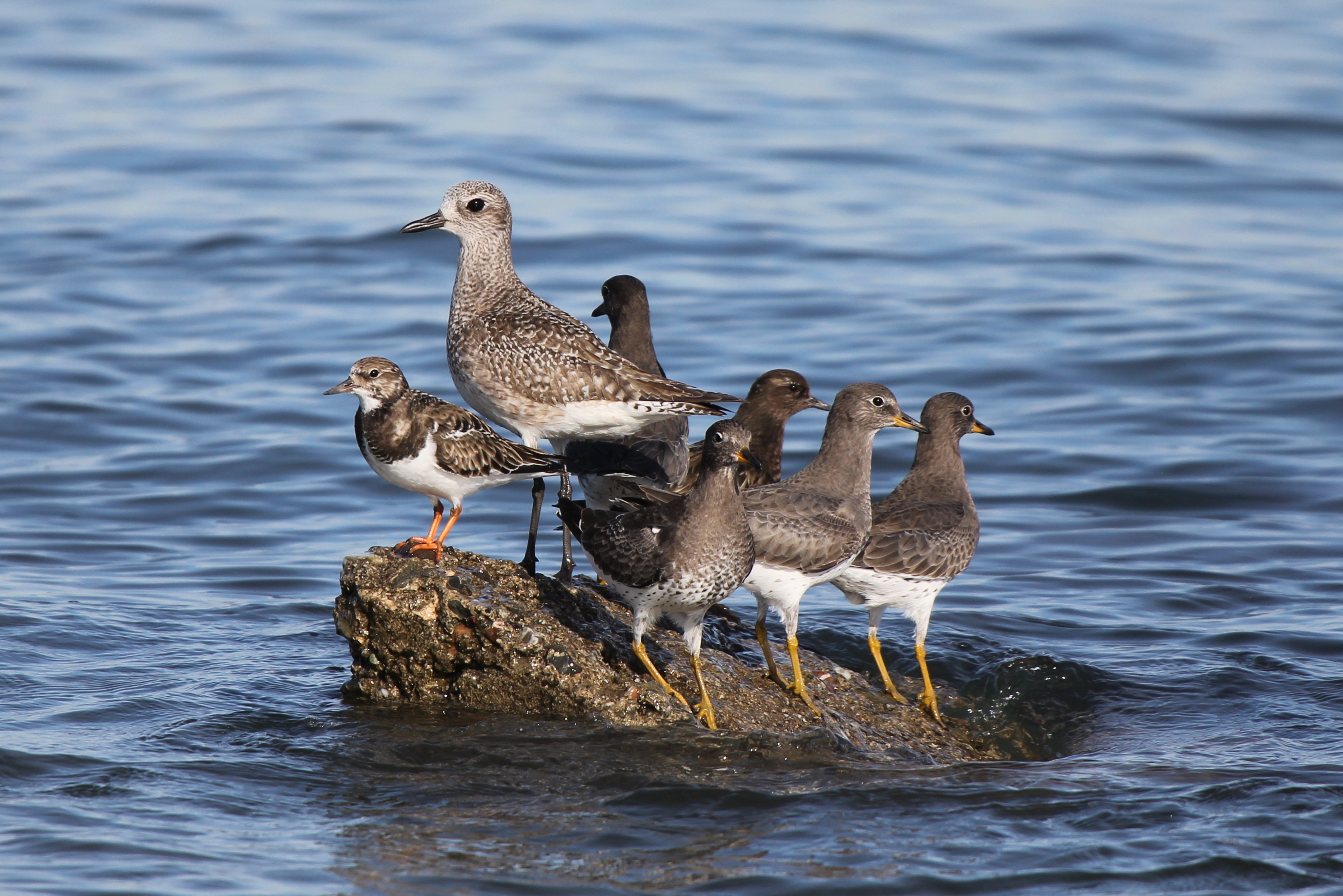
Kvartett arter övervintrande i Coyote Point Harbor, San Mateo, Kalifornien: kustpipare, roskarl, svart roskarl och bränningssnäppa.

## Ekologi
Honan lägger i snitt fyra ägg i en fördjupning i marken som fodrats med vegetation. Båda föräldrarna tar hand om ungarna som snabbt finner sin egen föda. Vid häckningsplatserna äter de främst insekter och frön. Vintertid äter de istället små kräftdjur och andra ryggradslösa smådjur. 

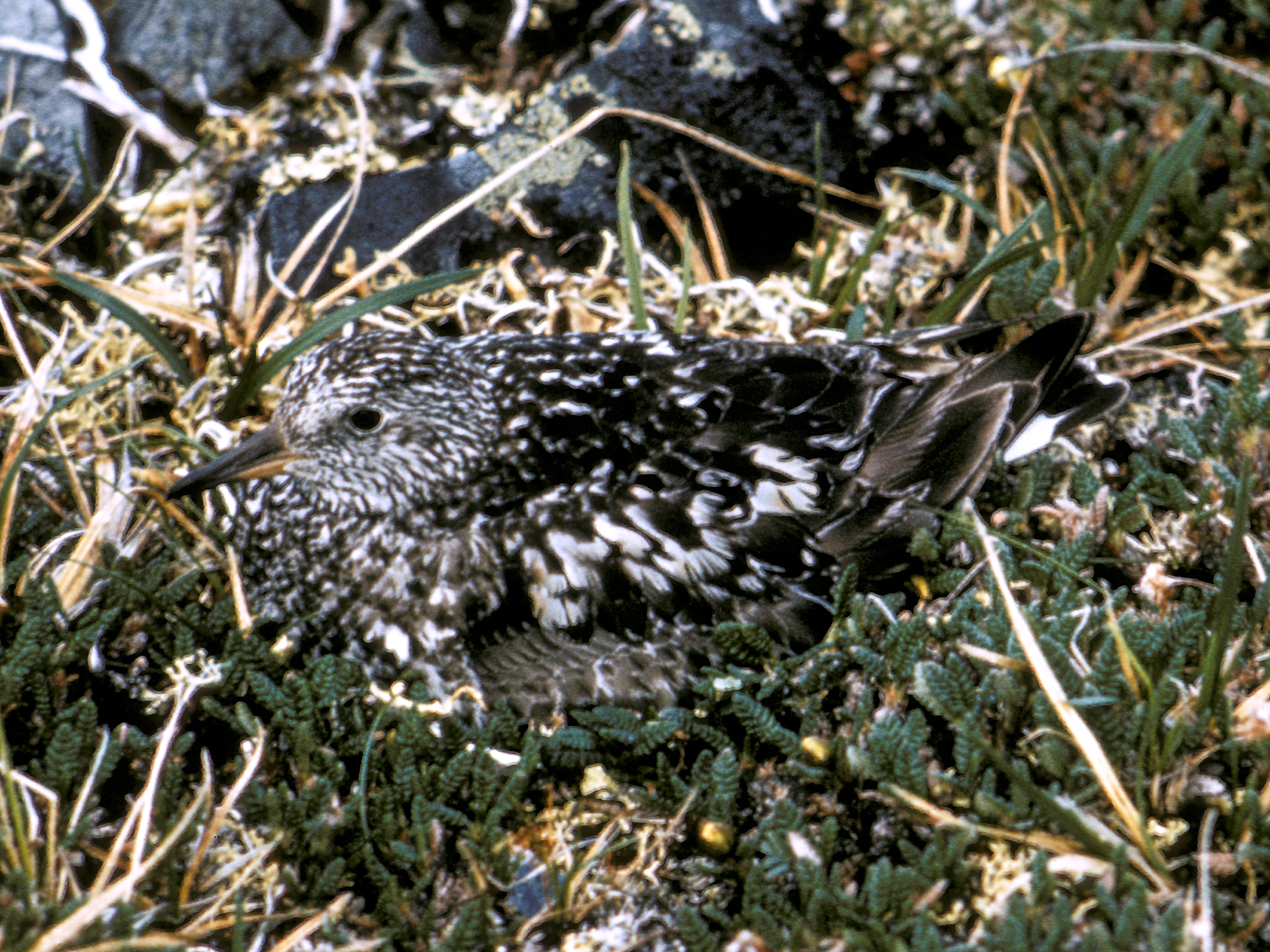
Ruvande bränningssnäppa.

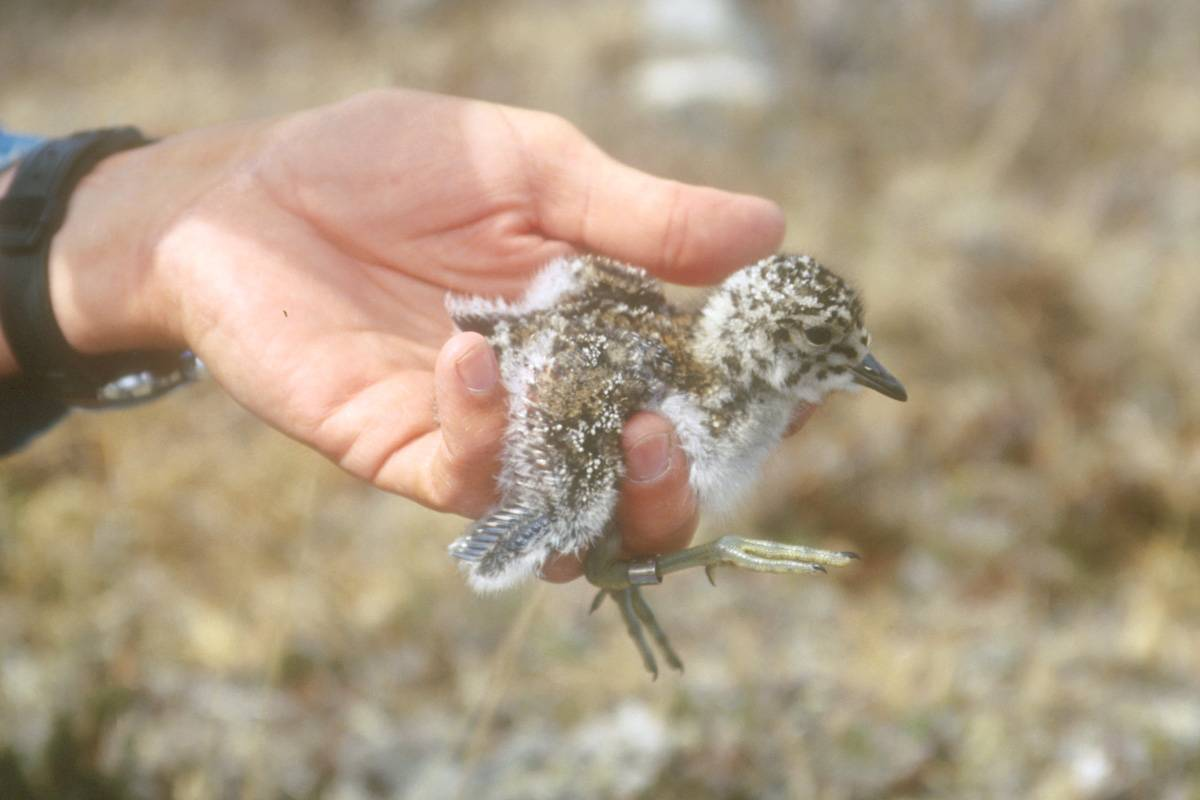
Nykläckt unge.

## Systematik
Tidigare fördes bränningssnäppan som ensam art till släktet Aphriza och troddes stå roskarlarna i Arenaria nära. DNA-studier visar dock att den är närbesläktad med kustsnäppa (Calidris canutus) och kolymasnäppa (Calidris tenuirostris), varför den numera placeras i släktet Calidris.

## Status och hot
Arten har ett stort utbredningsområde, men tros minska i antal, dock inte tillräckligt kraftigt för att den ska betraktas som hotad. IUCN kategoriserar därför arten som livskraftig (LC). Världspopulationen uppskattas till 70 000 vuxna individer.

## Namn
Bränningssnäppan beskrevs taxonomiskt 1789 av Johann Friedrich Gmelin. Det vetenskapliga artnamnet virgata betyder "streckad". På svenska har fågeln även kallats bränningsnäppa, med endast ett "s".